# Liste der Naturdenkmale in Poppenhausen (Wasserkuppe)
Die Liste der Naturdenkmale in Poppenhausen (Wasserkuppe) nennt die im Gebiet der Gemeinde Poppenhausen im Landkreis Fulda in Hessen gelegenen Naturdenkmale.
| Bild                          | Bezeichnung              | Ortsteil, Lage                           | Beschreibung | Art   | Nr.      |
| ----------------------------- | ------------------------ | ---------------------------------------- | ------------ | ----- | -------- |
| mehr Fotos \| Fotos hochladen | Felsgruppe „Teufelstein“ | Steinwand 50° 31′ 6,5″ N, 9° 53′ 35,4″ O |              |       | 6.31.760 |
| Fotos hochladen               | Hutebuche am Guckai      | Rodholz 50° 28′ 59,9″ N, 9° 55′ 8,4″ O   |              | Buche | 6.31.761 |